# IAS 41
IAS 41 «Сельское хозяйство» — международный стандарт финансовой отчетности, учитывающий и формирующий финансовую отчётность для компаний сельского хозяйства, действующий с 1 января 2003 года, и принятый Минфином РФ.

## История создания
В декабре 1999 года вышел проект стандарта E65 «Сельское хозяйство», комментарии по которому собирались до 31 января 2000 года. И в декабре 2000 года был опубликован стандарт IAS 41 «Сельское хозяйство», который вступил в силу с 1 января 2003 года. 22 мая 2008 года вышли дополнения по дисконтным ставкам, которые вступили в действие с 1 января 2009 года, а 30 июня 2014 года вышли дополнения по плодоносящим растениям, связанные с IAS 16 «Основные средства», которые вступили в силу с 1 января 2016 года.

## Сфера применения
Целью IAS 41 является установление порядка учёта, представления финансовой отчетности и требований к раскрытию информации, относящихся к сельскому хозяйству и применяется для учёта биологических активов, сельскохозяйственной продукции в момент именно сбора, государственных субсидий, относящихся к биологическим активам.
IAS 41 не применяется для учёта земли сельскохозяйственного назначения (применяется IAS 16 «Основные средства» или IAS 40 «Инвестиционное имущество»), нематериальных активов, связанных с сельским хозяйством (применяется IAS 38 «Нематериальные активы»), плодовых деревьев, используемых в сельскохозяйственной деятельности (используется также IAS 16 «Основные средства»), а по субсидиям, полученных для плодовых деревьев.

## Определения
Сельскохозяйственная деятельность — управление биотрансформацией биологических активов в целях реализации, получения сельскохозяйственной продукции или производства дополнительных биологических активов.
Биологический актив — животное или растение.
Группа биологических активов- совокупность сходных животных или растений.
Урожай — отделение продукции от биологического актива или прекращение жизненных процессов биологического актива.
Биотрансформация — процесс роста, вырождения, производства продукции и воспроизводства, в результате которых в биологическом активе происходят качественные или количественные изменения.
Биотрансформация приводит к следующим результатам:
- Изменения активов в результате:

- роста (увеличение количества или повышение качества животных и растений),
- вырождения (снижение количества или ухудшение качества животных и растения),
- воспроизводства (создание новых животных или растений);

- Производство сельскохозяйственной продукции.

Сельскохозяйственная деятельность имеет ряд общих характеристик:
- способность к изменению — живые животные и растения способны к биологическому преобразованию (росту, увеличению массы, старению, появлению потомства);
- управление изменениями — управление облегчает биологическое преобразование путём улучшения или стабилизации условий, необходимых для осуществления процесса (уровня питания, влажности, температуры, освещенности, плодовитости);
- оценка изменений — изменение качества (густоты, зрелости, содержания протеина) или количества (появление потомства, увеличение веса, объёма).

## Оценка и признание
Критерии признания
Биологический актив и сельскохозяйственная продукция признается, когда:
- компания контролирует актив в результате прошлых действий,
- существует вероятность притока в компанию будущих экономических выгод, связанных с активом,
- справедливую стоимость или себестоимость актива можно оценить с достаточной степенью достоверности.

В сельскохозяйственной деятельности компания может подтвердить наличие контроля юридическим правом собственности на скот и клеймением или иной маркировкой скота при его приобретении или рождении.
Биологический актив как сельскохозяйственная продукция оценивается при первоначальном отражении в учёте и на каждую отчетную дату по его справедливой стоимости за вычетом предполагаемых сбытовых расходов, за исключением случае, когда она не поддается надежной оценке, а в противном случае оценивается по первоначальной стоимости за вычетом накопленной амортизации и убытков от его обесценения.
Сбытовые расходы (комиссионные брокеров и дилеров, сборы контролирующих органов и товарных бирж, налоги и пошлины, связанные с передачей права собственности) не включают транспортные и прочие затраты, необходимые для доставки активов на рынок.
В случае отсутствия активного рынка компании следует применять следующие методы для определения расчетной справедливой стоимости:
- цена последней рыночной сделки при условии отсутствия значительных изменений в экономических условиях между датой такой сделки и отчетной датой;
- рыночные цены на аналогичные активы, скорректированные с учётом различий;
- отраслевые показатели;
- дисконтируемая стоимость ожидаемых от актива чистых денежных потоков, приведенная по действующей рыночной ставке до налогообложения или после налогообложения в зависимости от применяемой методики расчета справедливой стоимости.

Прибыли и убытки
Прибыли и убытки, возникающие при первоначальном признанием биологического актива, а также от изменения его справедливой стоимости за вычетом предполагаемых расходов на продажу, отражаются в отчёте о прибылях и убытках текущего отчетного периода.
Биологические активы раскрываются отдельно в отчете о финансовом положении, а сельскохозяйственная продукция после сбора урожая учитывается по IAS 2 «Запасы», поэтому не требуется отдельного раскрытия в отчете о финансовом положении.
Учёт государственных субсидий
Государственные субсидии, относящиеся к биологическим активам, которые учитываются по справедливой стоимости за вычетом расчетных сбытовых расходов, и выданные под неограниченные условия, признаются в составе доходов в момент, когда  государственная субсидия может считаться подлежащей получению.
Если государственная субсидия предоставляется на определенных условиях, то отражается в составе доходов, когда будут выполнены условия субсидии и не имеются обязательства по возврату субсидии.
Если государственная субсидия относится к биологическому активу, отражаемому по себестоимости за вычетом накопленной амортизации и накопленного убытка от обесценения, она учитывается в соответствии с IAS 20 «Учёт государственных субсидий и раскрытие информации о государственной помощи».

## Раскрытие информации
Компании раскрывают следующую информацию:
- общую сумму прибылей или убытков, возникающих в текущем периоде при первоначальном признании биологических активов и сельскохозяйственной продукции;
- общую сумму прибылей или убытков, возникающих в текущем периоде от изменения справедливой стоимости биологических активов за вычетом предполагаемых сбытовых расходов;
- описание каждой группы биологических активов:

- остатки и движение биологических активов в количественном выражении;
- методы и существенные допущения, использованные при определении справедливой стоимости каждой группы биологических активов;
- рассчитанную справедливую стоимость в отношении сельскохозяйственной продукции, собранной в течение периода;

- наличие биологических активов, в отношении использования которых действуют определенные ограничения, а также балансовую стоимость биологических активов, переданных в залог в качестве обеспечения обязательств;
- информацию о движении биологических активов в течение года в денежном выражении (остаток на начало года, покупка, продажа, изменение справедливой стоимости, остаток на конец года);
- информацию по биологическим активам, учитываемым по первоначальной стоимости за вычетом накопленной амортизации:

- описание биологических активов,
- объяснение причин невозможности определения справедливой стоимости,
- возможные границы оценок справедливой стоимости,
- используемые методы начисления амортизации и сроки полезного использования,
- балансовую стоимость и накопленную амортизацию (вместе с накопленными убытками от обесценения) на начало и конец периода,
- признанные убытки или прибыль от выбытия активов,
- убытки от обесценения, определенные или возвращенные в течение периода,
- амортизационные отчисления за период.